# 허베이 항공의 운항 노선
허베이 항공은 다음과 같이 운항하고 있다.

## 운항 노선

### 동아시아
- 중화인민공화국
  - 상하이
    - 상하이 푸둥 국제공항
    - 상하이 홍차오 국제공항

  - 광저우 - 광저우 바이윈 국제공항
  - 선전 - 선전 바오안 국제공항
  - 잔장 - 잔장 공항
  - 난닝 - 난닝 우수 국제공항
  - 구이양 - 구이양 롱동바오 국제공항
  - 칭다오 - 칭다오 류팅 국제공항
  - 시안 - 시안 셴양 국제공항
  - 청두 - 청두 솽류 국제공항
  - 몐양 - 몐양 난자오 공항
  - 쿤밍 - 쿤밍 창수이 국제공항
  - 난징 - 난징 루커우 국제공항
  - 원저우 - 원저우 룽완 국제공항
  - 항저우 - 항저우 샤오산 국제공항
  - 충칭 - 충칭 장베이 국제공항
  - 샤먼 - 샤먼 가오치 국제공항
  - 구이린 - 구이린 량장 국제공항
  - 푸저우 - 푸저우 창러 국제공항
  - 싼야 - 싼야 피닉스 국제공항
  - 하이커우 - 하이커우 메이란 국제공항
  - 스자좡 - 스자좡 정딩 국제공항 허브
  - 친황다오 - 친황다오 베이다이허 공항
  - 장자커우 - 장자커우 닝위안 공항
  - 허페이 - 허페이 신차오 국제공항
  - 헝양 - 헝양 난웨 공항
  - 창사 - 창사 황화 국제공항
  - 청더 - 청더 푼닝 공항
  - 베이하이 - 베이하이 푸청 공항
  - 하이라얼 - 후룬바이얼 하이라얼 국제공항
  - 후허하오터 - 후허하오터 바이타 국제공항
  - 만저우리 - 만저우리 시자오 공항
  - 제양 - 제양 샤오산 국제공항
  - 지닝 - 지닝 쿠푸 공항
  - 란저우 - 란저우 중촨 국제공항
  - 롄윈강 - 롄윈강 바이타부 공항
  - 난창 - 난창 창베이 국제공항
  - 난퉁 - 난퉁 싱둥 국제공항
  - 닝보 - 닝보 리서 국제공항
  - 어얼둬쓰 - 어얼둬쓰 에진호로 공항
  - 콴저우 - 콴저우 진장 국제공항
  - 쑹위안 - 쑹위안 차간후 공항
  - 우루무치 - 우루무치 디워푸 국제공항
  - 인촨 - 인촨 허둥 국제공항

### 동남아시아
- 인도네시아
  - 덴파사르 - 응우라라이 국제공항
- 태국
  - 방콕 - 수완나품 국제공항